# Van Rappard

Van Rappard (ook: Rappard en Treussart van Rappard) is een Nederlands, deels adellijk geslacht, afkomstig uit Westfalen.
De bewezen stamreeks begint met Johann Rappard, vermeld tussen 1472 en 1490 in het plaatsje Dorsten. Via Kleef, Wesel en Lobith kwamen leden van de familie aan het eind van de 18e eeuw terecht in Nederland. De familie behoorde aanvankelijk tot de rijke burgerij en verkreeg pas later een adelstitel. Verschillende niet-geadelde takken bestaan in de Verenigde Staten en in Duitsland. Reeds aan het einde van de 18de eeuw had deze tak een titel verkregen van de koning van Pruisen.
Leden van de Nederlandse tak werden tussen 1815 en 1984 ingelijfd of verheven in de Nederlandse adel; sommige takken verkregen de titel ridder voor de mannelijke leden.

## Bekende telgen
- Frans Alexander ridder van Rappard (1793-1867), ambtenaar
- Johannes Karel ridder van Rappard (1794-1855), gouverneur van de Koninklijke Militaire Academie, ridder Militaire Willems-Orde
- Willem Louis Frederik Christiaan ridder van Rappard (1798-1862), minister van Financiën
- Anthony Gerhard Alexander ridder van Rappard (1799-1869), minister
- Willem Frederik ridder van Rappard (1846-1913), minister van Oorlog
- Anthon van Rappard (1858-1892), kunstschilder en vriend van Vincent van Gogh
- Anthon Gerrit Æmile van Rappard (1871-1946), politicus
- Marius ridder van Rappard (1876-1948), luitenant-generaal[2]:p85
- Joan Michel ridder van Rappard (1882-1958), kolonel, commandant Korps Luchtdoelartillerie[2]:p129
- Oscar Emile ridder van Rappard (1896-1962), sportman en nationaalsocialist
- Harry ridder van Rappard (1897-1982), atleet
- Ernst Herman ridder van Rappard (1899-1953), oprichter van de NSNAP en lid van SS
- Louis Rudolph Jules ridder van Rappard (1906-1994), burgemeester van Gorinchem en oprichter van Nederlands Appèl
- Anthon Gerrit Æmile van Rappard (1907-1970), burgemeester van Olst en Heemstede
- Reijnoud van Rappard (1936-2023), burgemeester van de Wijk, Zelhem en Driebergen-Rijsenburg
- Willem Louis Frederik Christiaan ridder van Rappard (1946), burgemeester van Noordoostpolder